# Théodore Géricault

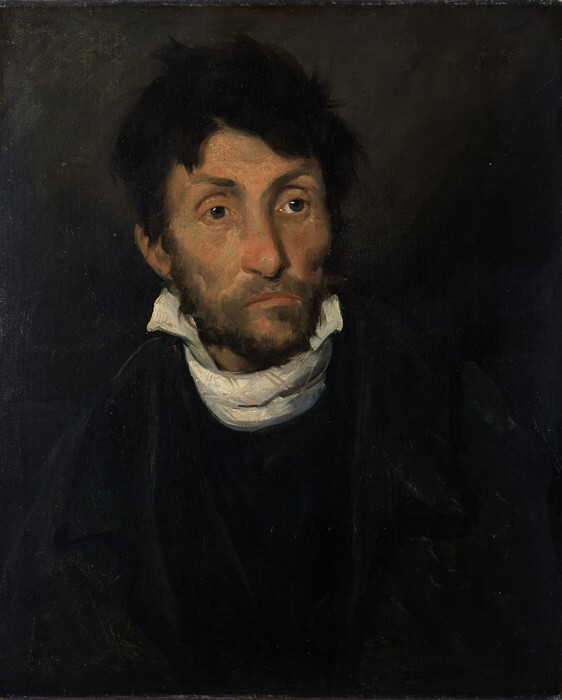
El cleptòman (El boig assassí), cap a 1822-1823, oli sobre tela, 61 x 51 cm. Museu de Belles Arts, Gant

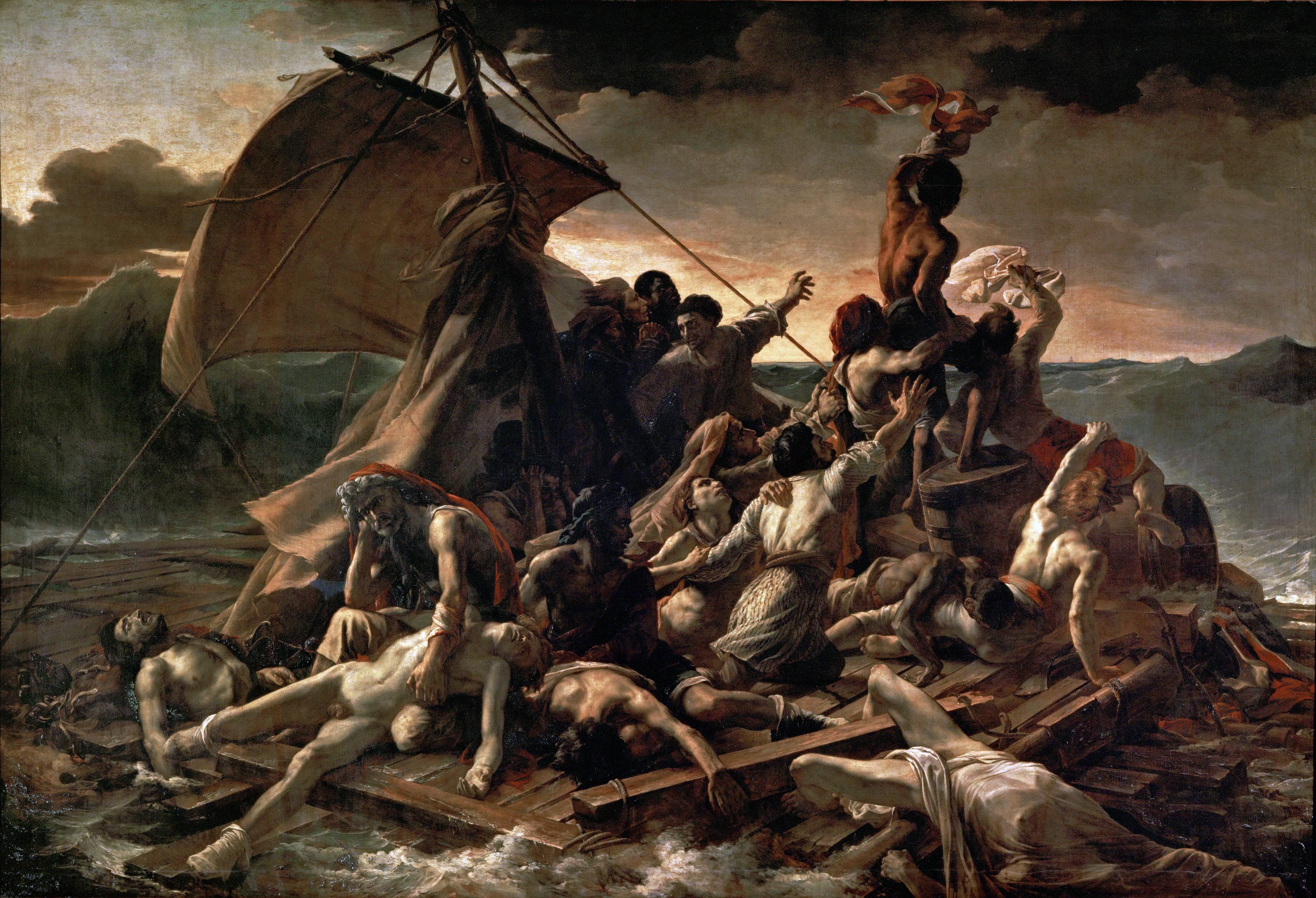
El rai de la Medusa,al Louvre

Jean-Louis André Théodore Gericault, conegut com a Théodore Géricault (Rouen, França, 26 de setembre de 1791 - París, 26 de gener de 1824), va ser un pintor francès. Representa a l'artista romàntic i va tenir una vida curta i turmentada donant lloc a diferents mites. La seua obra més coneguda és El rai de la Medusa.

## Biografia
Nascut en una família benestant de Rouen, Géricault estudia en els tallers dels pintors Carle Vernet (on coneix el seu fill Horace) i Pierre Guérin abans d'inscriure's el 5 de febrer de 1811, a l'Escola de Belles Arts de París.
La seva primera gran obra, Oficial de caçadors a la càrrega, exhibida al Saló de París de 1812, va revelar la influència de l'estil de Rubens i un interès en la representació d'un assumpte contemporani. Aquest èxit de joventut, ambiciós i monumental, va anar seguit d'un canvi de direcció: durant els següents anys Géricault va produir una sèrie de petits estudis de cavalls i cavallers. Va exhibir el Cuirasser ferit al Saló de 1814, una obra més elaborada i pitjor rebuda. En els següents dos anys va passar per un estudi autoimposat de construcció i composició de figures, mentre evidenciava una predilecció personal pel drama i la força expressiva.
Després de fracassar en el concurs del gran Premi de Roma, decideix viatjar a Itàlia pel seu compte. Queda molt impressionat davant els pintors del Renaixement italià, especialment davant Miquel Àngel, així com davant el flamenc Rubens. Aquest viatge a Florència i Roma (1816-17) va ser provocat en part pel desig de fugir d'un embolic romàntic amb la seva tieta, a qui va deixar embarassada. El 1818 Alexandrine-Modeste Caruel va donar a llum el seu fill.
Aquest viatge va fer néixer la seva fascinació per Miquel Àngel. La mateixa Roma li va inspirar la preparació d'un llenç monumental, la Cursa dels cavalls Barberi, una obra de composició èpica i tema abstracte que prometia ser «completa sense paral·lel en la seva època». Al final, Géricault mai va acabar la pintura, i va tornar a França.
Des dels inicis de la seva carrera, Géricault demostra qualitats que el distingeixen clarament dels pintors neoclàssics de l'escola de Jacques-Louis David: en efecte, prefereix tractar temes de la vida quotidiana, elevant-la a la categoria de fets heroics. Els seus quadres mostren la desesperació i el patiment de la gent, passa aviat a ser el pintor romàntic més representatiu, però per independència d'estil i caràcter poc dòcil, Géricault es manté al marge dels grans encàrrecs oficials, un gènere que sí que va seduir Delacroix.
Géricault va realitzar, entre 1821 i 1824, una sèrie de pintures amb models de bojos o maníacs, prenent del natural a una sèrie de persones que eren tractades en l'asil del psiquiatre Jean-Étienne Esquirol. A través d'aquesta sèrie pretenia recollir un repertori d'expressions de la bogeria.
Afectat d'una dolorosa malaltia, possiblement càncer d'ossos, Géricault va passar els seus últims anys sense poder dur a terme pintures de gran format. Va produir diverses litografies amb ajuda de l'artesà Eugène Lami.

## Obres

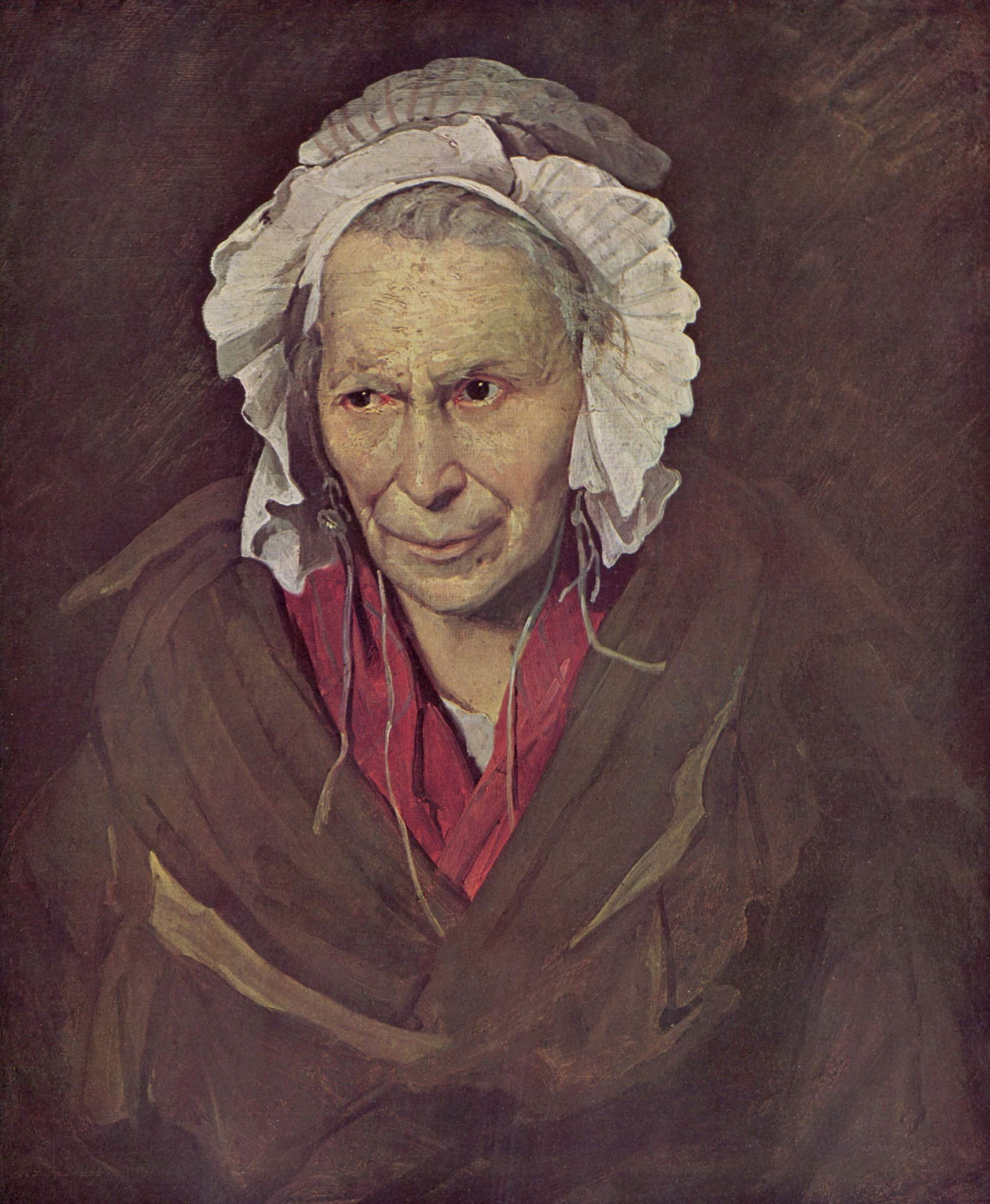
La boja, 1822-1828, oli sobre tela, 72 × 58 cm, Museu de Belles Arts de Lió

- Oficial de caçadors a la càrrega, 1812, Louvre, París
- Cuirasser ferit sortint del foc, 1814, Louvre, París
- El tren d'artilleria, h. 1814, Neue Pinakothek, Múnic
- Cap de cavall blanc, 1815, Louvre, París
- Cursa de cavalls lliures, 1817, Museu de Belles Arts, Lilla
- Home i cavall de carreres, Museu Thyssen-Bornemisza, Madrid
- El mercat de bous, 1817, Museu d'Art Fogg, Cambridge, Massachusetts
- Cavall detingut per esclaus, 1817, Museu de Belles Arts, Rouen
- Paisatge amb aqüeducte, entre 1817 i 1820, Museu Metropolità d'Art, Nova York
- Carro de soldats ferits, 1818, Museu Fitzwilliam, Cambridge (Regne Unit)
- El rai de la Medusa, 1819, Louvre, París
- Retrat d'oriental, 1819 - 1821, Museu de Belles Arts, Besançon
- Derbi a Epsom, 1821, Louvre, París
- La fàbrica de calç, cap a 1821 - 1822, Louvre, París
- Monomaniac de l'enveja, h. 1821 - 1823, Museu de Belles Arts de Lió
- El cleptòman (El boig assassí), cap a 1822-1823, Museu de Belles Arts, Gant
- Retrat d'un vandeà, h. 1822-1823, Louvre, París